# Biblioteca móvel

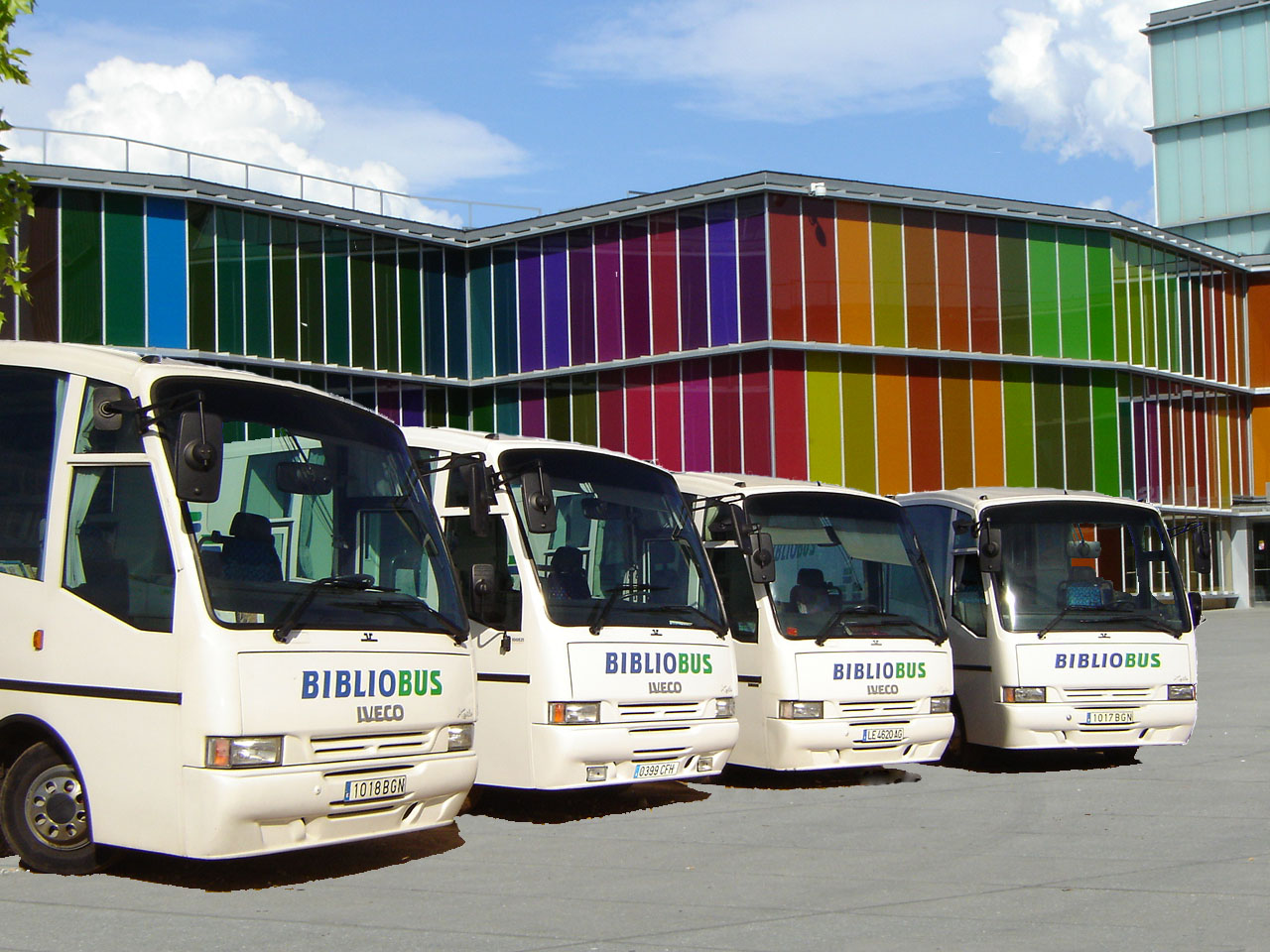
Bibliobuses de León (Espanha)

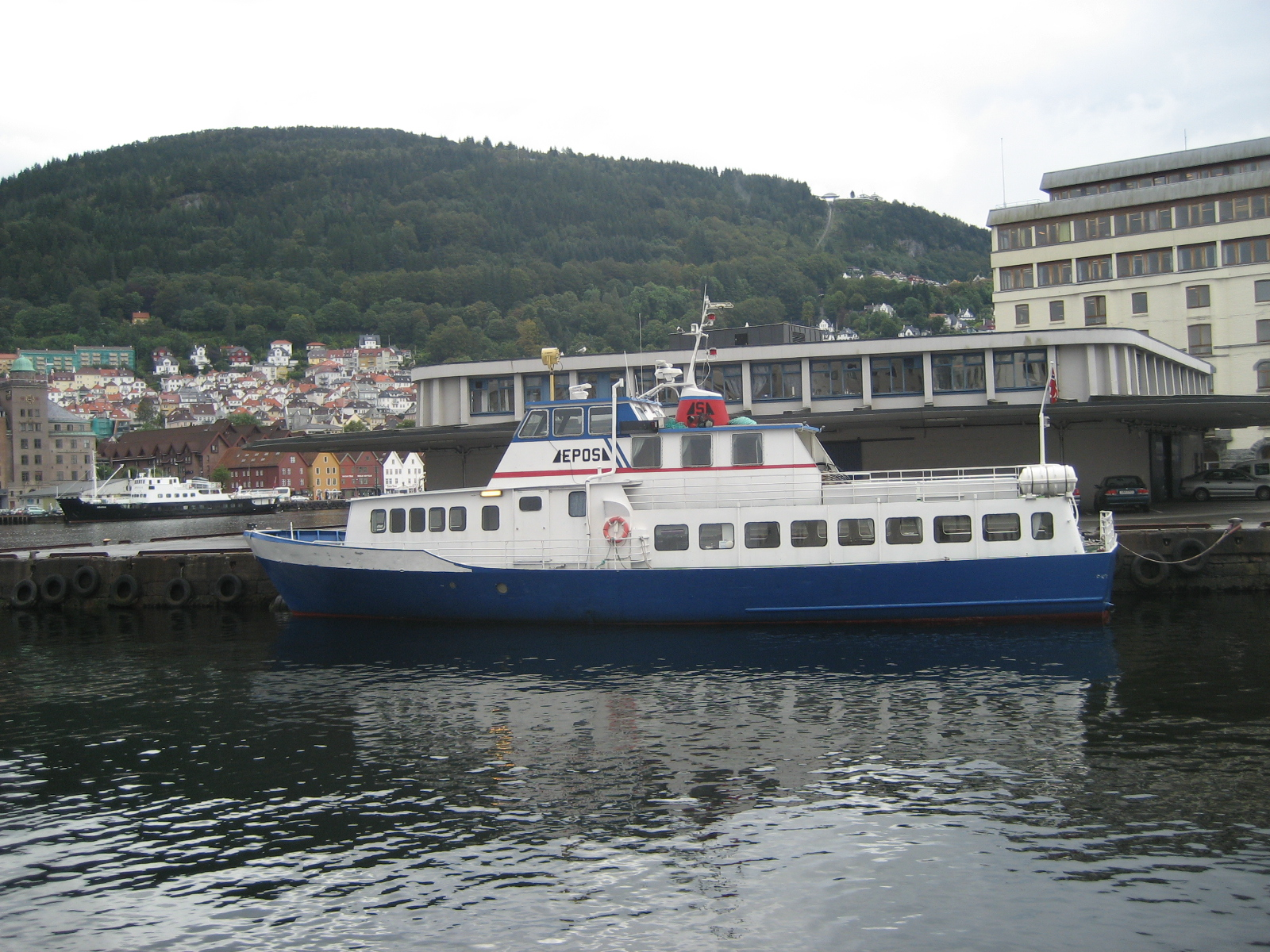
Navio Epos, Bergen (Noruega)

A biblioteca móvel ou veículo-biblioteca  é um serviço de extensão bibliotecária da biblioteca pública, que é disponibilizado através de um qualquer meio de transporte (carro, barco, comboio, etc.) por meio do qual são levados os serviços básicos de biblioteca até comunidades desfavorecidas pela sua localização geográfica (pequenas comunidades, áreas rurais, bairros periféricos de zonas urbanas) ou públicos específicos (prisões, lares de idosos ou escolas), e que a esses mesmos serviços não podem ter um fácil acesso. Para isso recorre a uma colecção direccionada para os interesses dos seus públicos mas que é, ao mesmo tempo, abrangente e organizada, disponibilizando recursos de informação nos mais diversos suportes